# منجم فالون

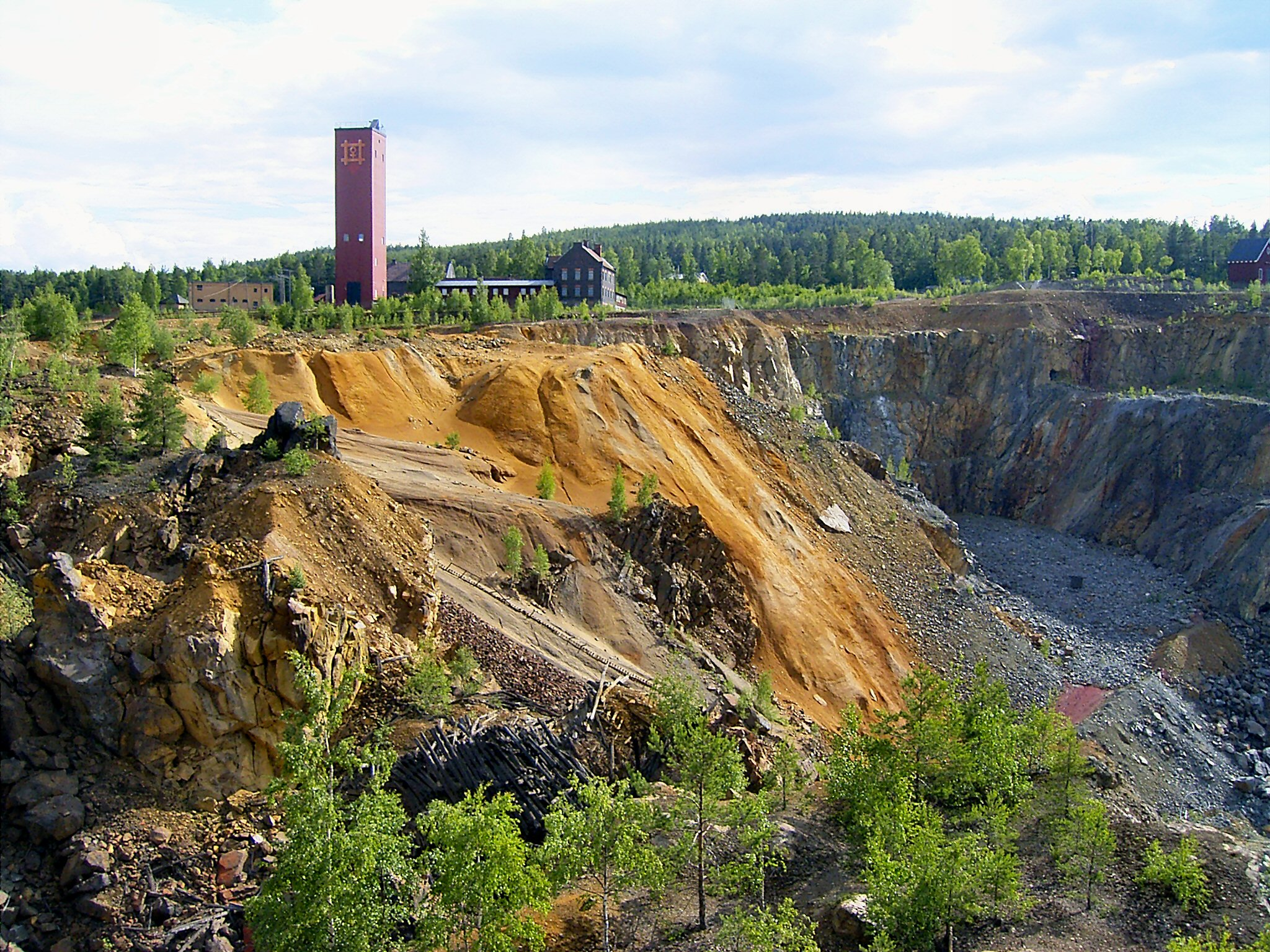
الحفرة الكبرى في موقع تعدين النحاس في منجم فالون

منجم فالون (بالسويدية: Falu koppargruva) هو منجم سابق واقع في مدينة فالون السويدية، والذي كان تحت الخدمة منذ القرن العاشر الميلادي حتى سنة 1992؛ وكان يستخرج منه فلز النحاس بشكل خاص، بشكل غطى حوالي ثلثي الاستهلاك الأوروبي من هذه الخامة. كما كان مصدراً أساسياً لتمويل الحروب السويدية في القرن السابع عشر.
حول المنجم بعد إغلاقه إلى متحف، وصنفته اليونسكو سنة 2001 ضمن مواقع التراث العالمي.